# ضریب نشر
ضریب نشر ماهیت انتقال حرارت تشعشعی جذب و نشر تابشهای الکترومغناطیسی است؛ که در محدوده طول موج ۴–۱۰ تا ۷–۱۰ متر قرار دارد و به عنوان تابش حرارتی شناخته شده می‌شوند. یکی از پارامترهایی که در انتقال حرارت بوسیله تشعشع تأثیر فراوانی دارد، ضریب نشر (ε) جسم تابش‌کننده به جسم گیرنده می‌باشد. بطوریکه ضریب نشر بین صفر تا یک تغییر می‌کند.
برای جسمی که هیچ تابشی ندارد این ضریب صفر بوده و برای جسمی که ماکزیمم تابش را دارد و توان تشعشعی یک جسم سیاه (ایده‌آل) را دارد یک می‌باشد. ضریب نشر به عواملی چون طول موج، دما، فاصله و زاویه بستگی دارد
اثر این عوامل بر روی ضریب نشر
- ۱) ضریب نشر با افزایش دما افزایش می‌یابد.
- ۲) ضریب نشر با افزایش فاصله دو جسم تابش‌کننده و دریافت‌کننده افزایش می‌یابد.
- ۳) ضریب نشر با افزایش زاویه افزایش می‌یابد.